# Harald Vock
Harald Vock (* 15. Februar 1925 in Hamburg; † 27. September 1998 ebenda) war ein deutscher Journalist, Drehbuchautor, Hörspielautor, Filmregisseur und Fernsehproduzent.

## Werdegang

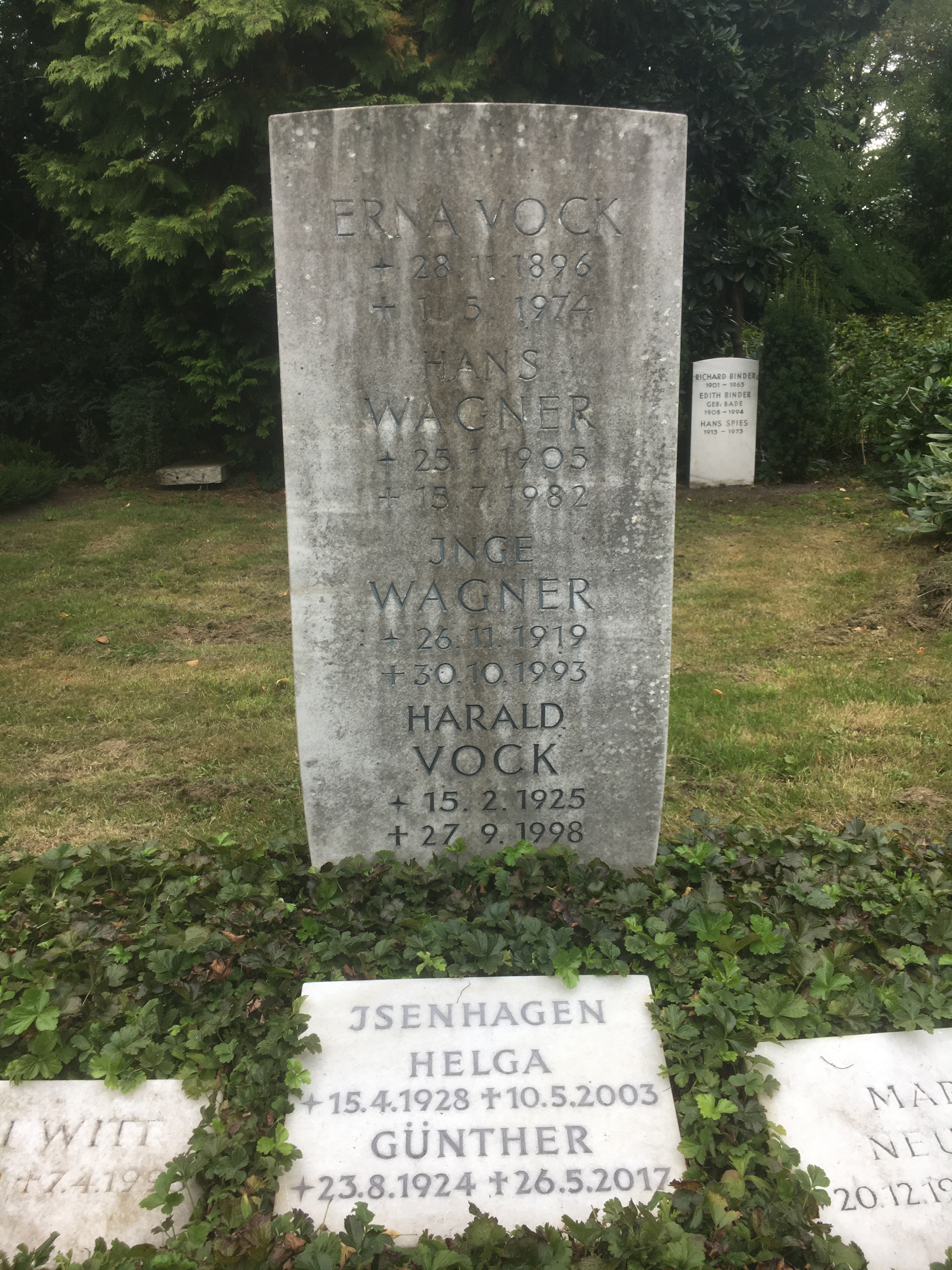
Grabstätte auf dem Friedhof Ohlsdorf

Vock begann nach 1945 als Polizeireporter bei der Presse und beim Hörfunk. 1955 bis in die 1980er Jahre fungierte er als Unterhaltungschef des NDR Fernsehens. Hier war er Begründer der Fernsehshows Musik aus Studio B, Haifischbar und Zwischenmahlzeit.
Daneben schrieb er Drehbücher und Hörspiele. Um 1970 führte er mehrmals Regie in Filmkomödien des Produzenten Karl Spiehs. Besonders intensiv beteiligte er sich als Ideengeber, Autor, Regisseur und Produzent an der Entstehung der Krimiserien Sonderdezernat K1 und Die Männer vom K3. Für Letztere erhielt Vock 1994 die Saure Gurke des Medienfrauentreffens. Im Jahr 1981 wurde er für das Buch zur Episode Die Rache des V-Mannes der Serie Sonderdezernat K1 mit dem Goldenen Gong ausgezeichnet.
Im Jahr 1984 veröffentlichte er den Kriminalroman Der V-Mann. 1994 initiierte er die Polizei- und Gerichtsserie Im Namen des Gesetzes, ab 1997 schrieb er für die Serie Küstenwache.
Als Leiter der NDR-Fernsehunterhaltung hat Vock sämtliche Aufzeichnungen der Unterhaltungsshow Musik aus Studio B bis auf eine Jubiläumssendung löschen lassen.
Harald Vock fand seine letzte Ruhestätte auf dem Hamburger Friedhof Ohlsdorf. Die Grabstätte liegt im Planquadrat AF 33 nordöstlich von Kapelle 6.

## Filmografie (Auswahl)
- 1968: Ein Sarg für Mr. Holloway (TV)
- 1968: Immer Ärger mit den Paukern
- 1969: Unser Doktor ist der Beste
- 1970: Unsere Pauker gehen in die Luft
- 1971: Komische Geschichten mit Georg Thomalla (TV)
- 1971: Hochwürden drückt ein Auge zu
- 1972: Immer Ärger mit Hochwürden
- 1973: Crazy – total verrückt
- 1973: Wenn jeder Tag ein Sonntag wär
- 1975: Wann wird es endlich wieder Sommer